# Michel Camdessus
Michel Camdessus (n. 1 mai 1933) este un economist francez. Din 16 ianuarie 1987 și până în 14 februarie 2000, el a îndeplinit funcția de director general al Fondului Monetar Internațional.